# Новожилов, Владислав Павлович
Новожилов Владислав Павлович (род.30 ноября 1969) — мастер спорта Республики Казахстан международного класса, мастер спорта СССР (хоккей с мячом, 1989), полузащитник сборной Казахстана, тренер.

## Биография
В.П. Новожилов - воспитанник первоуральской школы хоккея с мячом, но за родную команду никогда не играл.
В чемпионате СССР выступал за «Динамо» (Алма-Ата), в составе которого в 1990 году стал чемпионом страны, а в 1992 году - бронзовым призёром чемпионата СНГ. 
После расформирования флагмана казахстанского хоккея с мячом играл в 
СКА (Екатеринбург), где был финалистом Кубка России, и в «Маяке» (Краснотурьинск).
С 1997 года играл в «Старте» (Нижний Новгород) в течение 10-и сезонов. В составе клуба дважды (1998, 2000) выигрывает бронзу и один раз (2002) серебро чемпионата.
В 2007 году переходит в уральский «Акжайык»), откуда после 4-х сезонов переходит в подмосковный «Вымпел». Отыграв один сезон, ушёл в шатурскую «Энергию», где становится победителем и финалистом первенства России среди КФК.
В чемпионате России провел 426 игр забив 118 мячей и сделав 40 голевых передач.
В 1994-2011 годах игрок сборной Казахстана, в 
составе которой дважды был призёром чемпионата мира (2003 и 2005) и чемпионом Азиады – 2011. В течение нескольких сезонов был капитаном сборной.
В настоящее время работает в структуре нижегородского «Старта», детско-юношеских клубах «Нижегородец» и «Сормово».

## Достижения
Чемпион СССР — 1990. 

 Серебряный призёр чемпионата России – 2002. 

 Бронзовый призёр чемпионата СНГ — 1992. 

 Бронзовый призёр чемпионата России — 1998, 2000. 

 Бронзовый призёр чемпионата мира — 2003, 2005. 

 Чемпион Азиады — 2011. 

 Финалист кубка России — 1995, 1998. 

 Финалист кубка европейских чемпионов — 1994. 

### Статистика выступлений в чемпионатах СССР, СНГ, России
| Сезон     | Клуб                     | И      | М      | П     | О      | Ш      |
| --------- | ------------------------ | ------ | ------ | ----- | ------ | ------ |
| 1987/1988 | Динамо (Алма-Ата)        | 6      | 0      |       | 0      | 10     |
| 1988/1989 | Динамо (Алма-Ата)        | 16     | 0      |       | 0      | 5      |
| 1989/1990 | Динамо (Алма-Ата)        | 26     | 3      |       | 3      |        |
| 1990/1991 | Динамо (Алма-Ата)        | 26     | 2      |       | 2      | 30     |
| 1991/1992 | Динамо (Алма-Ата)        | 30     | 4      |       | 4      |        |
| 1992/1993 | Динамо (Алма-Ата)        | 18     | 6      |       | 6      | 55     |
| 1993/1994 | Динамо (Алма-Ата)        | - (2)  | - (0)  |       | - (0)  | - (0)  |
| 1994/1995 | СКА-Зенит (Екатеринбург) | 24     | 4      |       | 4      | 20     |
| 1995/1996 | Маяк (Краснотурьинск)    | 26     | 9      |       | 9      | 80     |
| 1996/1997 | Маяк (Краснотурьинск)    | 28     | 9      |       | 9      | 25     |
| 1997/1998 | Старт (Нижний Новгород)  | 30     | 11     |       | 11     | 20     |
| 1998/1999 | Старт (Нижний Новгород)  | 28     | 4      |       | 4      | 50     |
| 1999/2000 | Старт (Нижний Новгород)  | 27 (1) | 15 (0) | 6 (0) | 21 (0) | 40 (0) |
| 2000/2001 | Старт (Нижний Новгород)  | 28     | 20     | 8     | 28     | 35     |
| 2001/2002 | Старт (Нижний Новгород)  | 28     | 11     | 12    | 23     | 20     |
| 2002/2003 | Старт (Нижний Новгород)  | 21     | 4      | 6     | 10     | 30     |
| 2003/2004 | Старт (Нижний Новгород)  | 25     | 7      | 4     | 11     | 50     |
| 2004/2005 | Старт (Нижний Новгород)  | 25     | 6      | 3     | 9      | 30     |
| 2005/2006 | Маяк (Краснотурьинск)    | 8      | 1      | 1     | 2      | 10     |
|           | Старт (Нижний Новгород)  | 6      | 2      | 0     | 2      | 20     |
| Всего     | 18 чемпионатов           | 426(3) | 118(0) | 40(0) | 158(0) | 530(0) |

Примечание: Статистика голевых передач ведется с сезона - 1999/2000.

### В чемпионатах России забивал мячи в ворота 22 команд
```
 1.Север                = 15 мячей 11-13.Енисей         =  4
 2.Родина               = 12       11-13.Локомотив Ор.  =  4
 3.Зоркий               = 11       14-17.Старт          =  3
 4.Динамо М             =  9       14-17.Байкал-Энергия =  3
 5.Ак Барс-Динамо       =  8       14-17.СКА-Свердловск =  3
 5-8.Строитель          =  7       14-17.Саяны          =  3
 5-8.Агрохим            =  7       18-20.СКА-Нефтяник   =  2
 5-8.Волга              =  7       18-20.Кузбасс        =  2
 9-10.Североникель      =  5       18-20.Металлург Бр.  =  2
 9-10.Уральский трубник =  5       21-22.Сибсельмаш     =  1
11-13.Водник            =  4       21-22.Вымпел         =  1
```

### В чемпионатах России количество мячей в играх
по 1 мячу забивал в 75 играх 
  
по 2 мяча забивал в 12 играх 
  
по 3 мяча забивал в 5 играх 
 
по 4 мяча забивал в 1 игре 
 
Свои 118 мячей забросил в 93 играх, в 333 играх мячей не забивал. 